# Horațiu Rădulescu
Pour les articles homonymes, voir Radulescu.
Horațiu Rădulescu est un compositeur, poète et peintre franco-roumain né à Bucarest le 7 janvier 1942 et mort à Paris 14e le 25 septembre 2008. Il est le premier, dès 1969, à avoir introduit le concept de musique spectrale en composition musicale.

## Biographie
Avant d'intégrer le conservatoire, il étudie le violon avec Nina Alexandrescu.
Horațiu Rădulescu est formé au conservatoire de Bucarest et y a comme professeurs Tiberiu Olah pour la composition, Ștefan Niculescu pour l'analyse et Aurel Stroë pour l'orchestration. Lors de l'examen d'État, il écrit une symphonie dédiée au dieu polynésien Ta'aroa, ce qui ne plaît pas à ses professeurs qui jugent sa composition impérialiste et mystique.
En 1969, après l'obtention de son diplôme au conservatoire de Bucarest, il vient vivre à Paris. La même année, il introduit le concept de musique spectrale qu'il définit comme « une synthèse des Byzantins, des Hindous, des sons lui-même, de la nature ».
Dans les années 1970, il suit les cours de John Cage, Györgi Ligeti, Karlheinz Stockhausen et Iannis Xenakis à Darmstadt, ainsi que ceux de Mauricio Kagel et Luc Ferrari à Cologne. En 1974, il obtient la nationalité française.
De 1979 à 1981, il suit des stages de composition assistée par ordinateur et de psychoacoustique à l'Ircam. En 1983, il fonde l'ensemble de solistes European Lucero avec notamment le Quatuor Arditti et Pierre-Yves Artaud, afin de jouer ses propres compositions.
Il ne revient en Roumanie qu'en 1991.
Bien que sa musique soit spectrale, comme celle de Gérard Grisey ou de Tristan Murail, et qu'il soit un des principaux représentants de ce courant, sa façon de composer est très spécifique et différente de celle des deux compositeurs cités.
Éric Tanguy a été son élève.
Avec un catalogue de plus de cent œuvres, il est joué dans le monde entier.

## Discographie
- Sensual sky (1985), op. 62, pour neuf musiciens et bande (Pierre-Yves Artaud, flûtes octobasses), Iubiri (1980/1981) pour seize musiciens, par l'ensemble Polychromie - direction Nvart Andreassian, CD Ades, 1996.
- Th Quest (1996), Concerto pour piano op. 90, par les dédicataires et créateurs : Ortwin Stürmer, piano, et le Radio-Sinfonie-Orchester Frankfurt, dir. Lothar Zagrosek, CD CPO, 1998.
- Das Andere op. 49 (Avoriaz, 1984), Agnus Dei op. 84 (Versailles, 1991), Lux Animae op. 97 (Darmstadt, 1996/Paris 2000), Intimate Rituals XIop 63 (Montreux, 2003), par Vincent Royer, Gérard Causse (altos), Petra Junken et Horatiu Radulescu ("icônes sonores", pianos à queue placés à la verticales), CD MFA, Sub Rosa, 2006.